# Pelagodroma marina

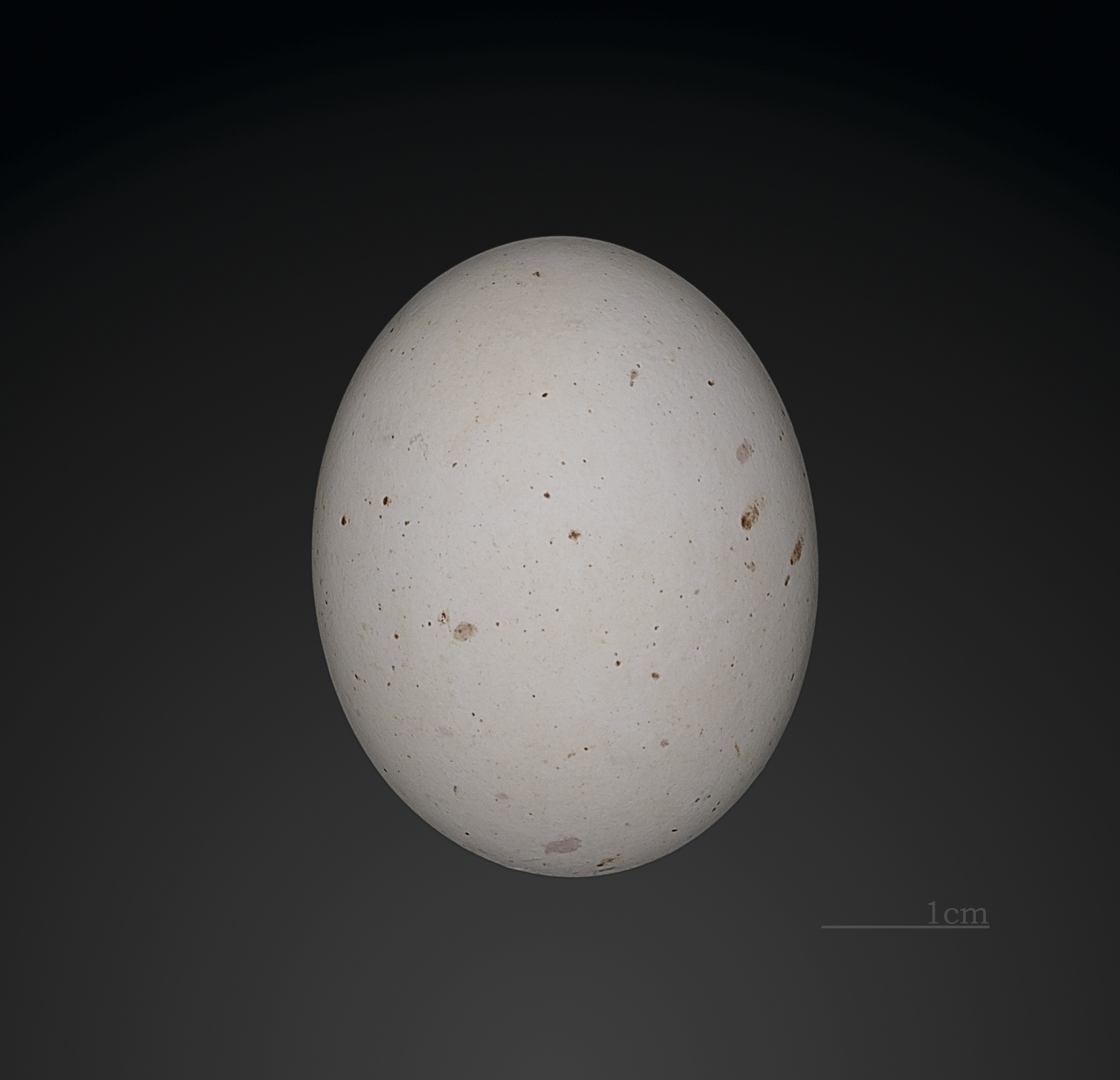
Pelagodro mamarina

L'uccello delle tempeste facciabianca (Pelagodroma marina Latham, 1790) è un uccello della famiglia Oceanitidae. È l'unica specie del genere Pelagodroma.

## Descrizione
Lunghezza 20,5 cm si distingue per le parti inferiori bianche. Vertice e copritrici delle orecchie color ardesia, banda frontale e striscia sopra l'occhio bianche, parti superiori bruno-grigio pallido e la coda nera, zampe nere con membrane color arancio. I giovani sono simili agli adulti.

## Distribuzione e habitat
Atlantico centrale con sottospecie nell'Atlantico meridionale e in Oceania.
Specie pelagica nidifica sulle isole sabbiose e con zone erbose.

## Biologia
Volo erratico ha l'abitudine di "danzare" e "buttarsi" sull'acqua con brevi planate, è difficile vederlo al seguito delle navi. Come la maggior parte degli uccelli delle tempeste è notturno.

### Voce
Silenzioso in volo. Sui luoghi di nidificazione emette un soffice tremulo piluu-piluu ripetuto.

### Riproduzione
Nidifica in inverno creando colonie. Scava il nido in cunicoli. Depone un uovo, ovale color bianco macchiato di rosa. L'incubazione fatta da entrambi i genitori con turni più lunghi per le femmine.

### Alimentazione
Grasso di balena, pesci, crostacei e plancton.